# USV Paris Lodron Salzburg
Der USV Paris Lodron Salzburg ist ein österreichischer Sportverein aus Salzburg. Der Verein wurde als Volleyballverein 1970 als Verein der Paris-Lodron-Universität Salzburg unter Albert Morocutti, Heimo Meiche und Karl Wiesner gegründet und bestand bis 2004. Die Wasserballsektion spielt heute in der ersten österreichischen Wasserball-Bundesliga.

## Wasserball
Die Wasserballsektion spielt seit 1993 in der Bundesliga, der obersten österreichischen Spielklasse, und zählt zu den erfolgreichsten des Landes Salzburg. Er konnte sich, inklusive Nachwuchs- und Damenmannschaften, insgesamt 63 Mal in den Medaillenrängen platzieren und ist seit 1999 immer unter den vier besten Mannschaften in Österreich.

### Geschichte
Die Wasserballabteilung des Vereins, Paris Lodron Salzburg Wasserball, kurz PL Salzburg, wurde am 27. April 1988 gegründet und schloss sich dem Universitäts-Sportinstitut Salzburg als Sektion „Wasserball“ an, um im Sportzentrum Rif bei Hallein die Trainingsmöglichkeiten nutzen zu dürfen. Der Verein ist der Nachfolgeverein des damaligen SC Delphin Salzburg.
Dass das Schwimmbecken im Universitäts-Sportzentrum aufgrund größerer Baumängel unmittelbar nach dem „Wasserball-Beginn“ drei Jahre lang nicht benutzbar war und um 2,75 Millionen Euro renoviert werden musste, hat den Verein sportlich zurückgeworfen. Es gab anschließend nur die Möglichkeit, im relativ kleinen – jedoch verkehrsmäßig gut gelegenen – „Paracelsus“-Hallenbad in der Stadt Salzburg mit 2 × 45 Minuten Trainingszeit pro Woche (Dienstag und Donnerstag) den Sportbetrieb aufrechtzuerhalten.
Im April 1991 bekam der Verein drei Trainingseinheiten zu je 1,5 Stunden im Universitäts-Sportzentrum Hallein-Rif zugewiesen. Der Nachteil war der Verlust der gesamten Jugendlichen aus der Stadt, da Rif außerhalb liegt und keine ideale Verkehrsanbindung hat. Der Nachwuchs für Wasserball wurde durch mehr oder weniger aufwändige Postwurfsendungen in der näheren Umgebung entdeckt und gefunden.

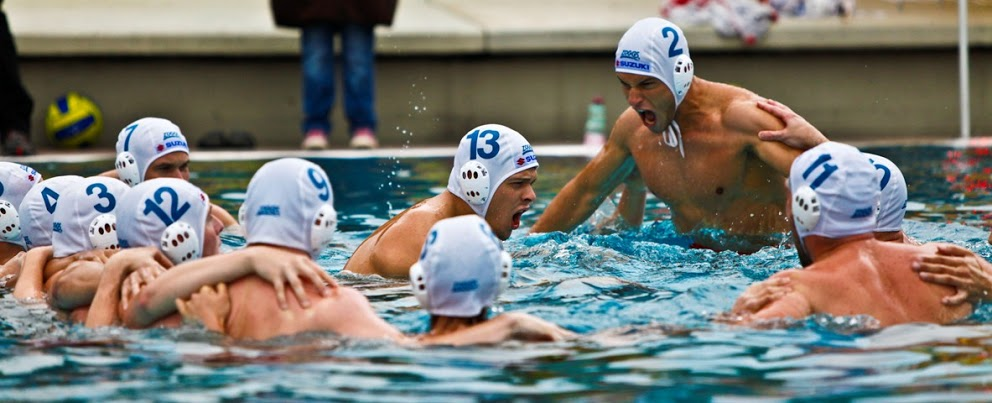
PLS-Team

Nach der Jahrtausendwende kam Paris Lodron Salzburg zu seinem Höhepunkt. In den beiden Saisonen 2001/02 und 2002/03 konnte der Verein den Meistertitel in der österreichischen Bundesliga gewinnen. Nachdem PL Salzburg einige Abgänge von Leistungsträgern hinnehmen musste, begann die Umstrukturierung. Viele Projekte zur Talenteförderung von jungen Spielern wurden ins Leben gerufen, der Fokus wurde auf die Nachwuchs-Meisterschaften gelegt.
Ab der Saison 2010/11 fand Paris Lodron Salzburg unter dem damaligen Trainer Mike Fasching zurück zu alter Stärke. Dieser verließ nach der Saison 2011/12 den Verein in Richtung ASV Wien. Sein Nachfolger wurde Christian Stickler. Seit der Neugründung 1988 war er immer als Spieler für die Salzburger im Wasser und wirkte ab diesem Zeitpunkt vom Beckenrand auf die Spieler ein.
In den beiden Folge-Saisonen konnte erneut der Vizemeister-Titel (2012/13) und anschließend der dritte Platz in der Meisterschaft (2013/14) errungen werden.
Die Saison 2014/15 sollte eine denkwürdige für die Mannschaft von Paris Lodron werden. In einer hervorragenden Vorrunde konnte in zehn Spielen neun Siege einfahren und befand sich somit auf dem ersten Platz in der Tabelle. Das Halbfinale wurde gegen IW Vienna ausgetragen, in dem sich Salzburg durchsetzen konnte. Die Kontrahenten im zweiten Halbfinale waren Serienmeister und Titelfavorit WBC Tirol und der WBV Graz. Nach einem 13:11 im Hinspiel der Tiroler konnten die Steirer die beiden weiteren Partien mit 11:10 gewinnen und sich somit für das Finale um den Meistertitel 2014/15 gegen Salzburg qualifizieren. 
Das erste Spiel zwischen Salzburg und Graz fand in der Steiermark im Bad Eggenberg „Auster“ statt. Im dritten Viertel beim Stand von 8:10 für PL Salzburg wurde das Spiel abgebrochen, weil ein Grazer Spieler den Schiedsrichter tätlich angriff.

### Erfolge
Bundesliga
- 5 × Österreichischer Pokal-Sieger (2000, 2001, 2002, 2015, 2016)
- 5 × Österreichischer Meister (2002, 2003, 2015, 2017, 2018)
- 7 × Österreichischer Vizemeister (2000, 2008, 2011, 2012, 2013, 2016, 2020)

Nachwuchs
- 3 × Österreichischer Schülermeister, 1 × Vizemeister
- 2 × Österreichischer Jugendmeister, 7 × Vizemeister
- 6 × Österreichischer Juniorenmeister, 7 × Vizemeister

### Vorstand Saison 2020/21
- Finanzreferent: Hannes Markowitsch
- Obmann: Jonathan Huber
- Sportlicher Leiter: Christian Stickler
- Schriftführer: Salkan Samardzic

### Vorstand Saison 2016/17
- Finanzreferent: Hannes Markowitsch
- Obmann: Wolfgang Pfau
- Sportlicher Leiter: Patrick Schütz
- Schriftführer: Fritz Gruber

### Trainerstab Saison 2016/17

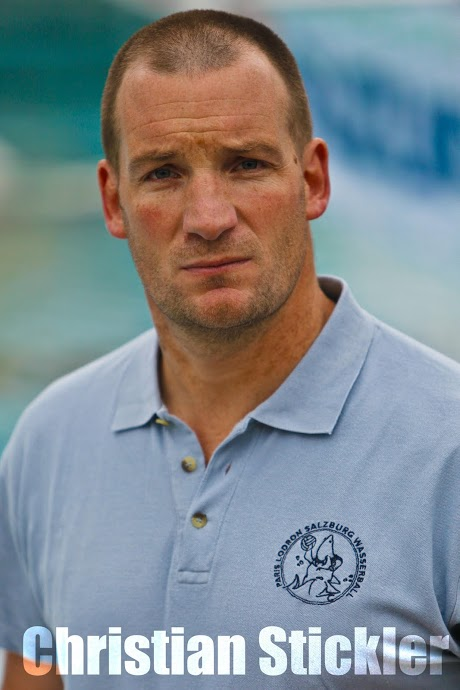
PLS-Trainer Christian Stickler

| Name                | Mannschaft           | Nationalität | beim Verein seit |
| Trainer             | Trainer              | Trainer      | Trainer          |
| ------------------- | -------------------- | ------------ | ---------------- |
| Christian Stickler  | Kampfmannschaft      | Osterreich   | 1988             |
| Tamas Gyurovath     | U19-Mannschaft       | Ungarn       | 2013             |
| Vladimir Savtchenko | U17 & U15-Mannschaft | Belarus      | 2004             |
| Patrick Schütz      | U17 & U15-Mannschaft | Osterreich   | 2001             |

### Aktueller Kader

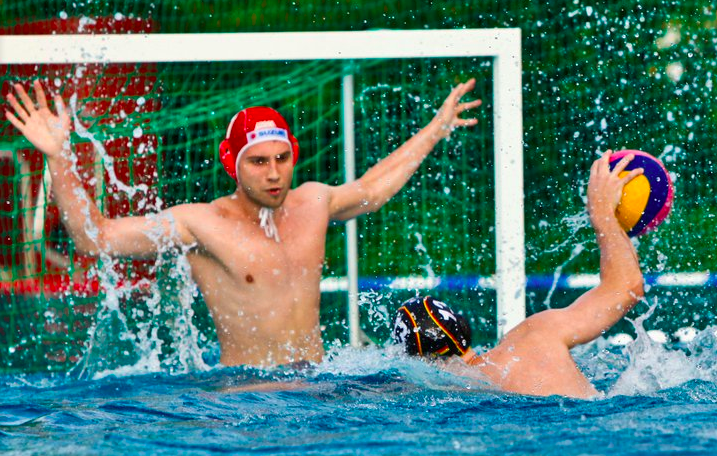
PLS-Kapitän Salkan Samardzic im Tor gegen die deutsche Nationalmannschaft

Stand: 11. Mai 2015
| Nummer             | Name               | Nationalität | beim Verein seit |     |     |     |
| Tor                | Tor                | Tor          | Tor              | Tor | Tor | Tor |
| ------------------ | ------------------ | ------------ | ---------------- | --- | --- | --- |
| 01                 | Salkan Samardzic   | Osterreich   | 1999             |     |     |     |
| 13                 | Mitar Rakita       | Osterreich   | 2010             |     |     |     |
| Center-Verteidiger |                    |              |                  |     |     |     |
| 07                 | Jonathan Huber (K) | Osterreich   | 2003             |     |     |     |
| 12                 | Viktor Selendic    | Frankreich   | 2016             |     |     |     |
| Center             |                    |              |                  |     |     |     |
| 06                 | Istvan Hegedüs     | Ungarn       | 2016             |     |     |     |
| 10                 | Hannes Prodinger   | Osterreich   | 2015             |     |     |     |
| Flügel & Rückraum  |                    |              |                  |     |     |     |
| 03                 | Sebastian Donis    | Osterreich   | 2008             |     |     |     |
| 04                 | Mark Jaksa         | Ungarn       | 2011             |     |     |     |
| 02                 | Bernhard Hengl     | Osterreich   | 2016             |     |     |     |
| 06                 | Wolfgang Pfau      | Osterreich   | 1998             |     |     |     |
| 08                 | Tamas Gyurovath    | Ungarn       | 2013             |     |     |     |
| 09                 | Roland Kreil       | Osterreich   | 2003             |     |     |     |
| 13                 | Lorenz Mühlfellner | Osterreich   | 2014             |     |     |     |
| 11                 | Ferenc Makray      | Osterreich   | 2012             |     |     |     |
| 12                 | Mark Major         | Ungarn       | 2015             |     |     |     |
| 13                 | Maximilian Moser   | Osterreich   | 2013             |     |     |     |

## Volleyball

### Geschichte
Der Volleyballklub Paris Lodron Salzburg wurde 1970 als Verein der Universität Salzburg unter Albert Morocutti, Heimo Meiche und Karl Wiesner gegründet, ab der Saison 1972/73 spielte er Meisterschaften, 1973/74 stieg er in die Nationalliga auf. In den Folgejahren spielte der Volleyballklub in der Regional- und Nationalliga.
1989 gründete der Verein mit dem ASV Salzburg eine Spielgemeinschaft, die den Aufstieg in die Bundesliga schaffte. Der Verein wurde zwischen 1992 und 2000 achtmal österreichischer Vizemeister und eroberte 1992 den österreichischen Volleyballcup. 1995 gelang es, den damaligen Rivalen Donaukraft Wien sowohl im Volleycup als auch in der Meisterschaft zu besiegen und das Double zu holen. 1995/96 war Paris Lodron in der CEV Volleyball Champions League und in der Interliga vertreten. Die vielen Legionäre, die vielen internationalen Auftritte und die vielen Vereinsreisen brachten den Verein an seine finanziellen Grenzen, weil es an Sponsoren fehlte.
2001, der Verein spielte unter dem Namen Uniqua Salzburg, zogen die Salzburger in das Viertelfinale des Top Team Cups ein. Nach dieser Saison zogen sich die Vereinsgründer Albert Morocutti, Heimo Meich und Karl Wieser zurück. In der Saison 2002/03 konnte Quadriga als Sponsor gewonnen werden, doch der sportliche Erfolg blieb aus. Ab 2004 fanden die Salzburger Volleyballer keinen Hauptsponsor mehr und konnten einen Bundesligaabstieg als Volley Salzburg verhindern. Der Verein wurde als Sektion im Polizeisportverein Schwarz Weiß Salzburg aufgenommen und spielte als PSV Volley Salzburg. 2006 schlossen sich die Polizeisportsektion und der Frauenvolleyballverein VBG Salzburg zusammen. Die Volleyballgemeinschaft (VBG) ist der Nachfolgeverein des UVC Wüstenrot Salzburg, der österreichischer Meister 1993 und Cupsieger 1988 und 1991 wurde. Der Verein nannte sich ab nun Polizeisport Volleyballgemeinschaft (VBG) Salzburg, kurz PSvBG Salzburg.

### Titel und Erfolge
Herren
- 1 × Österreichischer Meister: 1995
- 2 × Österreichischer Cupsieger: 1992, 1995